# 狄納獸
狄納獸（Dinaelurus）是獵貓科下像貓科的一屬，生存於始新世晚期至中新世晚期。由於狄納獸的面部較短及有大的鼻孔，像現今的獵豹一般，故相信牠們亦是奔跑追捕獵物的。現時只有在美國俄勒岡州發現的頭顱骨化石。